# شلالات يومبيللا
شلالات يومبيللا واقعة في البيرو، وهي خامس أطول الشلالات في العالم. وقد أخذت شهرتها بسبب ارتفاعها رغم أن كمية مياهها ليست وفيرة، بسبب موقعها البعيد. مستوى هبوطها الكليّ يقدّر بـ 896 مترا، وهي تنقسّم إلى أربعة فروع.

## وصلات خارجية
- قاعدة بيانات شلالات العالم